# Batalha de Ramadi (2006)
A Batalha de Ramadi de 2006 (por vezes referida como Segunda Batalha de Ramadi) foi travada durante a Guerra do Iraque entre abril de 2006 a novembro de 2006 pelo controle da capital da província de Al Anbar, no oeste do Iraque. Uma força combinada do exército, dos fuzileiros navais, dos Navy SEALs e das forças de segurança iraquianas lutaram contra os insurgentes pelo controle de locais importantes em Ramadi, incluindo a sede do governo e o Hospital Geral.
A batalha também marcou o primeiro uso de bombas de cloro por insurgentes durante a guerra. Em 21 de outubro de 2006, insurgentes detonaram um carro bomba com dois tanques de cloro de 100 libras, ferindo três policiais iraquianos e civis em Ramadi.